# Dominique Ferrero
Pour les articles homonymes, voir Ferrero (homonymie).
Dominique Jean Ferrero, né le 14 mars 1947 à Nice et mort le 29 mars 2023 à Guéthary, est un dirigeant d'entreprise français, directeur général du Crédit lyonnais de 1999 à 2003, et directeur général de Natixis de 2006 à 2009. Il est candidat aux élections municipales de 2020 à Guéthary.

## Biographie

### Études et débuts
Dominique Ferrero, né d'un père chauffeur routier italien et d’une mère caissière, grandit à Nice,.  Il est un ancien élève de l'École normale supérieure (promotion lettres 1968),.
Dominique Ferrero commence sa carrière bancaire en 1978 à la Banque française du commerce extérieur (BFCE). En 1983, il devient conseiller technique, puis chargé de mission au cabinet d'Édith Cresson, ministre de l'industrie et du commerce extérieur. En 1986, il revient à la BFCE en qualité de sous-directeur, puis directeur du développement, et est nommé directeur général en 1994 par le ministre de l'économie et des finances.

### Natexis/BFCE
En février 1996, à la suite de la fusion Crédit national/BFCE, Dominique Ferrero est nommé directeur général du nouvel ensemble qui prend le nom de Natexis. En 1997 il engage la fusion de Natexis avec la Caisse Centrale des Banques Populaires (CCBP) qui donne naissance à Natexis-Banque Populaire, dont il est nommé directeur général avec le directeur général de la caisse centrale des banques populaire , Paul Loriot. 

### Crédit lyonnais/Agricole
En novembre 1999, appelé par Jean Peyrelevade, Dominique Ferrero est nommé directeur général du Crédit lyonnais et préside son comité exécutif. Six mois après son arrivée, il recompose l'état-major exécutif du Crédit lyonnais et le dirige jusqu'à son rachat par le Crédit agricole.
En décembre 2002, lorsque le Crédit agricole initie la fusion avec le Crédit lyonnais en lançant une OPA amicale, Dominique Ferrero devient le numéro deux du nouveau groupe dirigé par Jean Laurent. En juillet 2003, il devient premier directeur général délégué de Crédit agricole SA. En décembre 2003, après la prise de contrôle complète du Crédit lyonnais par le Crédit agricole, il quitte le groupe en mettant fin aux mandats sociaux liés à ses fonctions.
En mai 2004, Dominique Ferrero devient senior adviser et vice-président de Merrill Lynch Europe, alors l'une des rares banques d'affaires en France à ne pas avoir joué de rôle dans la fusion Crédit agricole-lyonnais.

### Natixis
En février 2006, Philippe Dupont et Charles Milhaud confient à Dominique Ferrero le plan de rapprochement des groupes Caisse d'épargne et Banque populaire,. En novembre 2006, aux côtés de Philippe Dupont, Dominique Ferrero prend la tête du groupe Natixis et participe à son introduction à la bourse de Paris,.
Peu après son lancement, en raison de ses décisions d'investissement, Natixis est pris dans l'engrenage de la crise des subprimes. Le groupe bancaire enregistre une perte de 2 milliards d’euros entre 2007 et 2008, et sa filiale américaine de rehaussement de crédit CIFG enregistre une chute de 38% de ses revenus. Dominique Ferrero engage de nombreuses restructurations pour réduire la volatilité des participations du groupe. Le groupe vend son siège social de la rue Saint-Dominique à Paris, réduit ses effectifs et abandonne ses projets de développement en Inde et en Corée.
La valeur de l'action Natixis chute de 85% en 2008, une année durant laquelle Dominique Ferrero renonce à sa rémunération variable,. Il est critiqué pour le salaire fixe de 600 000 euros touché cette même année et pour le recrutement de Jean-Pascal Beaufret qui ne reste que neuf mois. Au-delà des activités de banque d'investissement et de financement (BFI) violemment touchées par la crise, toutes les autres activités du groupe sont restées saines et performantes. Le 30 avril 2009, il quitte la direction générale de Natixis,.
En mai 2009, il est nommé conseiller spécial (opérations complexes) du président du directoire de BPCE François Pérol. En mars 2019, il organise le Grand débat national à Guéthary sur le thème "fiscalité et recette publiques", puis est candidat malheureux "de l'alternative" aux élections municipales de Guéthary le 18 décembre 2019.

## Autres fonctions
- 2000-2014 : Administrateur de Vinci[25]
- 2000-2006 : Administrateur d'AGF[25]

## Distinctions
- 1996 : Chevalier de l'Ordre national du Mérite[26]
- 2000 : Chevalier de l'Ordre national de la Légion d'honneur[27]